# Festival de Inverno da Universidade Federal de Minas Gerais
O Festival de Inverno da Universidade Federal de Minas Gerais, ou simplesmente Festival de Inverno da UFMG, é um evento cultural realizado no estado brasileiro de Minas Gerais desde 1967.
Entre 2000 e 2010, foi realizado na cidade de Diamantina, pelos valores culturais e tradições da cidade patrimônio da Unesco e do Vale do Jequitinhonha, com oficinas de iniciação e atualização, shows, peças de teatro, exposições e mostras de cinema e vídeo.
Em 2011, o festival foi distribuído entre quatro cidades: Diamantina, Tiradentes, Cataguases e Belo Horizonte.
O festival é considerado um "celeiro da arte mineira" e, inclusive, possibilitou desde a sua fundação o surgimento e a projeção de grupos como o Uakti, Corpo, Galpão e Giramundo assim como o nascimento de outros festivais do gênero como o Inverno Cultural de São João del-Rei e o Julho Fest de Poços de Caldas.
É também considerado um dos maiores programas brasileiros de extensão da área de artes e cultura, promovido por uma instituição de ensino superior, e um dos mais importantes e tradicionais eventos culturais do país.

## História
O Festival de Inverno da UFMG teve como fundadores Álvaro Apocalypse, Berenice Menegale, José Adolfo Moura e Júlio Varela, grupo de professores ligado à Escola de Belas Artes da UFMG e à Fundação de Educação Artística de Belo Horizonte.
O primeiro Festival aconteceu em Ouro Preto, cidade que recebeu todas as edições até 1979. Seu objetivo era aproximar a arte da sociedade. Segundo o professor e escultor Fabrício Fernandino, por muitas vezes curador-geral do evento e autor de uma tese sobre o festival, o evento ao ser levado imediatamente para Ouro Preto criou um espaço artístico e transformou-se em uma projeto bem-sucedido de extensão universitária em plena ditadura militar.
Nas décadas de 60 e 70, a programação do festival se estendia por um mês.
O Grupo Corpo, fundado em 1975, surgiu após Rodrigo Pederneiras ter frequentado oficina realizada com o bailarino argentino Oscar Araiz. O primeiro espetáculo do grupo, Maria Maria, coreografado por argentino Araiz, percorreu 14 países e permaneceu em cartaz no Brasil de 1976 a 1982.
Também o Grupo Oficcina Multimédia, um dos grupos teatrais belo-horizontinos mais antigos atualmente em atividade, deve seu surgimento ao Festival de Inverno, em 1977, quando o compositor Rufo Herrera realizou o curso de arte integrada.
Em 1978, uma oficina gerou a aproximação dos músicos que formariam o Uakti. O flautista Artur Andrés, professor da Escola de Música da UFMG e membro fundador do Uakti-Oficina Instrumental, começou a participar do festival aos 16 anos e identifica Berenice Menegale, uma de suas fundadoras, como uma das responsáveis pelo sucesso do evento, pelo dom de aglutinar pessoas.
Houve dois anos em que o festival deixou de ser realizado. O primeiro foi 1980, após a prisão e deportação dos atores do grupo teatral norte-americano The Living Theatre no Festival de Inverno de 1979, em Ouro Preto. O segundo foi 1984, devido à greve que ocorria na UFMG.
Em 1981, transferido para Diamantina, passou a ser mais intimista e menor. Ali permaneceu até 1983, tendo voltado à cidade no ano de 1985. Segundo Fabrício Fernandino, o período do festival em Diamantina foi marcado pela pesquisa e reflexão artística.
Em 1982, uma oficina realizada em Diamantina despertaria em alguns participantes a formação do Grupo Galpão. A trupe se encontrou nas oficinas de teatro dos alemães Kurt Bildstein e George Froscher, do Teatro Livre de Munique, que trabalhavam com o teatro de rua. A oficina resultou em A Alma Boa de Setsuan, de Bertolt Brecht, a primeira montagem do grupo.
Em seguida, o festival ocorreu por algum tempo em São João del-Rei e sua saída deixou um vácuo na cidade, que acabou por se mobilizar e criar um evento próprio.
Em 1988, aconteceu a 20ª edição do festival em Poços de Caldas.
De 1989 a 1992, Belo Horizonte foi o cenário para o Festival de Inverno da UFMG, o que desencadeou a formação de festivais internacionais de dança (FID) e teatro (FIT).
A cidade de Ouro Preto novamente recebeu o evento entre 1993 e 1999, onde se transformou em evento de massa e internacional, o que gerou problemas políticos, de segurança e saúde pela concentração de 50 mil pessoas em praça pública.
Em 2000, o festival passou a acontecer em Diamantina. A partir desse período, teve uma redução de seu formato em decorrência de restrições orçamentárias e adaptação à infraestrutura local, embora tenha promovido reflexões mais aprofundadas sobre a arte contemporânea e da relação da arte com outras áreas de conhecimento.
A partir de 2001, foram adotados tópicos como patrimônio, turismo cultural e meio ambiente como forma de envolver mais a população de Diamantina.
Desde 2014, o evento voltou a ser realizado em Belo Horizonte.

## Características
As primeiras edições foram feitas com verbas escassas, originárias da universidade, Ministério da Educação e Funarte.
Desde a sua fundação, adquiriu sentidos e estruturas diferentes. Fabrício Fernandino detalha os enfoques e características temporais: 1967-1979 (aproximação artística e política); 1981-1985 (investigação, pesquisa e poesia); 1986-1993 (itinerância); 1993-1999 (torna-se o grande festival de Ouro Preto) e 2000-2011 (aprofunda a transdisciplinariedade da questão artística, já em Diamantina).
Além da tese de Fabrício Fernandino, o festival foi tema de documentários como Festival de 10 invernos, que registrou a primeira década do evento, dirigido por José Tavares de Barros; 20 anos do Festival de Inverno da UFMG, de Silvino José de Castro, a partir de dissertação de mestrado defendida nos Estados Unidos; e 40 Invernos, dirigido por Evandro Lemos e Sérgio Vilaça.
O público do evento é majoritariamente formado por estudantes e profissionais das áreas de artes, cinema, letras e comunicação.
As oficinas marcam sua trajetória, pois são onipresentes e abrem espaço tanto para os artistas, que expõem e difundem seu trabalho, quanto para os visitantes, que têm contato com novas técnicas e podem desenvolver suas habilidades.
A tradição cultural e folclórica de Diamantina, assim como de outras cidades históricas mineiras que têm festivais, impulsionam a produção de arte local.

### Temas e desenvolvimento
- 29ª edição, em 1997 - sediada em Ouro Preto, envolveu a realização de 100 cursos, inclusive na cidade de Tiradentes, e cerca de 200 eventos culturais, a maioria com entrada franca.[15]
- 30ª edição, em 1998 - realizada em Ouro Preto, celebrou o aniversário de 300 anos da cidade com 65 cursos e oficinas, além de 28 espetáculos, mostras e exposições[16]
- 31ª edição, em 1999 - em Diamantina, ofereceu 51 cursos e oficinas nas áreas de artes cênicas, plásticas e Visuais, assim como em literatura, música e projetos especiais.[17]
- 32ª edição, em 2000 - realizada em Diamantina com 44 oficinas e cursos, nos quais 993 alunos aprofundaram seus conhecimentos artísticos ou se iniciaram no mundo da arte.[18] Houve shows em lugares públicos, mostra de vídeo de animação canadense, exposição fotográfica, lançamentos de livros, sessões grátis de cinema e palestras[18]
- 33ª edição, em 2001 - realizada em Diamantina com o tema Arte, Meio Ambiente e Turismo Cultural e 120 oficinas e atividades culturais[19]
- 34º edição, em 2002 - realizada em Diamantina, teve 56 oficinas e mais de 60 eventos, entre peças de teatro, espetáculos de dança, shows musicais, mostras, palestras e exposições[20]
- 35ª edição, em 2003 - em Diamantina, com o tema Limites - desdobramentos e rupturas[21] e cinco áreas temáticas e em uma área de projetos especiais, com três palestras diárias e a realização de 16 oficinas[22]
- 36ª edição, em 2004 - em Diamantina, com o tema Arte: fronteiras contemporâneas, com debates acerca dos limites da arte contemporânea.[23] Foram realizados 44 cursos e oficinas de artes cênicas, artes plásticas, literatura e cultura, mídia arte e música.[24]
- 37ª edição, em 2005 - em Diamantina, com o tema Diálogos possíveis e a proposição da interlocução transdisciplinar entre os diversos campos das artes e das ciências,[25] além de 49 diferentes atividades, entre oficinas, cursos, simpósios, encontros e seminários[26]
- 38ª edição, em 2006 - aconteceu em Diamantina com o tema e eixo conceitual Interatividades e 57 oficinas ofertadas[27]
- 39ª edição, em 2007 - em Diamantina, com o tema Territórios contemporâneos – Linguagens híbridas, pretendeu reafirmar o valor da arte como elemento da integração e de transformação social e humana. Foram oferecidas 42 oficinas nas áreas artes audiovisuais, cênicas, literárias, musicais, plásticas e transdisciplinares, além do festival também ter contado com diversos projetos e apresentações culturais.[28][29]
- 40ª edição, em 2008 - em Diamantina, com tema Arte: Essencial e apontamentos da essencialidade da arte nos diversos momentos da vida e do cotidiano,[8] a edição também teve 50 oficinas para adultos e crianças[30]
- 41ª edição, em 2009 - com o eixo temático Traduções[31] e realizado em Diamantina, contou com 29 oficinas, cursos e eventos culturais, o seminário Perspectivas da Cultura em um Cenário de Transformações, que reuniu gestores de cultura, artistas e pesquisadores para abordar a inserção dos festivais universitários de arte e cultura[32]
- 42ª edição, em 2010 - em Diamantina, com o eixo temático Projeções, capturas e processos e produção cinematográfica como eixo estruturador e foco na representação da imagem sob diferentes aspectos.[1]
- 43ª edição, em 2011 - em Diamantina, Tiradentes, Cataguases e Belo Horizonte.